# Loge De Drie Kolommen
Loge De Drie Kolommen is een vrijmetselaarsloge in Rotterdam opgericht in 1767, vallende onder het Grootoosten der Nederlanden.

## Geschiedenis

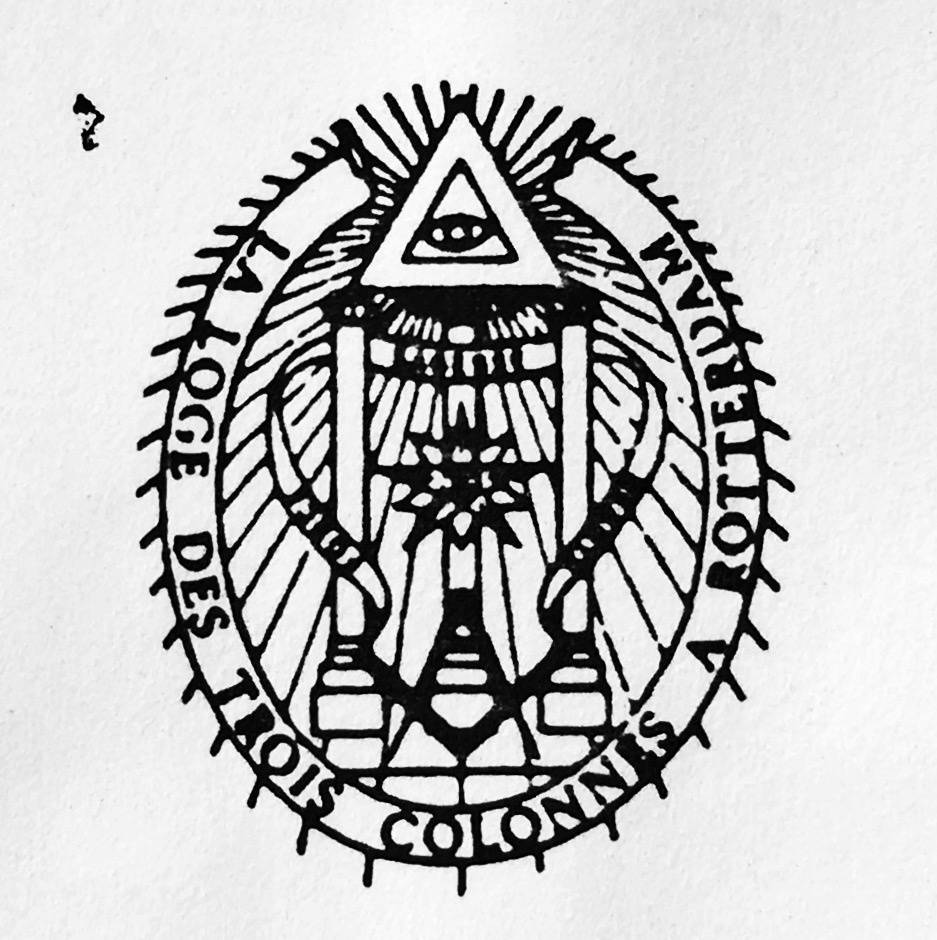
Een andere stempel gebruikt door de loge

Deze loge werd op een Engelse constitutiebrief, d.d. 29 juni 1767, onder nr. 402 gesticht. In 1783 stelde zij zich onder Nederlands gezag. In 1785 begonnen een aantal van haar leden een nieuwe loge: ‘Salus Patriae’. Dit waren allen patriotten, terwijl de Loge ‘De Drie Kolommen’ prinsgezind was. De loge ging op 17 juli 1791 in ruste, doch werd op 27 mei 1792 heropend op verzoek (d.d. 27 april 1792) van Dirk Klerck, Jean Pierre Rocques, Willem Hackenbracht, L.W.C. van Lettow, Cornelis Klerck, Daniël Pitton, Jan van Walraven, Hermanus Fransen Jansz, Willem van der Burg en Reinier de Ruiter. Na in 1814 opnieuw in ruste te zijn gegaan hervatte zij in 1815 (vóór het Grootoosten van 14 mei 1815) haar arbeid, toen op verzoek van L. Maasdijk, J. van Bochove, H. Wijmans, J. Knegtmans, M. Waterreus, Jac. Kluijth, J. Muntz, T. Looman, J.H. Frisch en A.P. Delgeur.

## Voorzittend Meesters
In onderstaande lijst een overzicht van de Voorzittend Meesters van Loge De Drie Kolommen gedurende de eerste twee eeuwen van haar bestaan.
| Van  | Tot  | Voorzittend Meester          |
| ---- | ---- | ---------------------------- |
| 1769 | 1783 | Jean Vion                    |
| 1783 | 1784 | F.J. Pfeiffer                |
| 1785 | 1786 | van der Wagt                 |
| 1788 | 1791 | Dirk Klerck                  |
| 1793 | 1800 | L.W.C. van Lettow            |
| 1800 | 1802 | Jan van Leeuwen (Janszn.)    |
| 1803 | 1804 | R. Langguth                  |
| 1804 | 1807 | Jan van Leeuwen (Janszn.)    |
| 1807 | 1810 | P. Schernikan                |
| 1810 | 1811 | Gabriël Viertelkansen        |
| 1811 | 1813 | M. Waterreus                 |
| 1815 | 1819 | L. Maasdijk                  |
| 1819 | 1826 | Dirk Fonteijn                |
| 1827 | 1830 | H. Wijmans                   |
| 1830 | 1833 | Marcus A. Polak Kerdijk      |
| 1833 | 1850 | Gilles de Meijer             |
| 1850 | 1860 | Marcus A. Polak Kerdijk      |
| 1860 | 1876 | N. Bosz                      |
| 1876 | 1888 | W.A. ter Bruggen             |
| 1888 | 1901 | L. Drooglever Fortuyn        |
| 1901 | 1905 | H.H. Roelofs Heymans         |
| 1905 | 1909 | E. Emmen                     |
| 1909 | 1910 | A. Gouka                     |
| 1911 | 1913 | H.W. Hermans                 |
| 1914 | 1914 | W. Simons                    |
| 1915 | 1918 | H.W. Hermans                 |
| 1918 | 1921 | L. de Groot                  |
| 1921 | 1922 | M. Simons                    |
| 1922 | 1928 | H.W. Hermans                 |
| 1928 | 1932 | H. Mulder                    |
| 1932 | 1940 | C. Pieters                   |
| 1945 | 1947 | C. Pieters                   |
| 1947 | 1951 | Th. J.C. Röckener            |
| 1951 | 1954 | Thomas Robert Wilhelm Peters |
| 1954 | 1957 | A. Vervelde                  |
| 1957 | 1962 | Theodoor Boesman             |
| 1957 | 1958 | Thomas Robert Wilhelm Peters |
| 1962 | 1966 | mr. J.A. Reus                |
| 1966 | 1970 | drs. A.C.J. Jonkers          |
| 1970 | 1974 | F.W. Hassfeld                |
| 1974 | 1975 | J. Hardenberg                |
| 1975 | 1976 | W.P. de Jong                 |

Vrijmetselarij · Beginselen · Geschiedenis · Symbolen · Vrijmetselaarsloge · Ordegrondwet · Obediëntie · Regulariteit en irregulariteit · Ritus · Graden · Grootmeester · Gemengde vrijmetselarij · Para-vrijmetselarij · Antivrijmetselarij · Vrijmetselarij in Nederland · Vrijmetselarij in België · Internationale vrijmetselarij
>>> Meer info op Portaal:Vrijmetselarij <<<